# Eta Indi
Eta Indi (η Indi)  es una estrella en la constelación de Indus.
De magnitud aparente +4,52, es la quinta estrella más brillante en dicha constelación, después de α, β, θ y δ Indi.
Situada a 79 años luz de distancia del sistema solar, Eta Indi es una subgigante blanca de tipo espectral A9IV, anteriormente clasificada como A7III-IV-A9.
Tiene una temperatura efectiva de 7400 ± 20 K y su luminosidad es 7,2 veces superior a la luminosidad solar.
Su radio es un 64% más grande que el del Sol y gira sobre sí misma con una velocidad de rotación proyectada —límite inferior de la misma— de 122 km/s.
Con una masa de 1,62 masas solares, tiene una edad estimada de 250 ± 200 millones de años.
Eta Indi tiene un contenido metálico 2,5 veces superior al solar ([M/H] = +0,40).
Observaciones llevadas a cabo con el telescopio espacial Spitzer no han detectado un exceso en el infrarrojo que evidencie la presencia de un disco circunestelar de polvo y escombros.